# NGC 1149
NGC 1149 est une galaxie lenticulaire relativement éloignée et située dans la constellation de la Baleine. NGC 1149 a été découverte par l'astronome français Édouard Stephan en 1880.

## Caractéristiques
Sa vitesse par rapport au fond diffus cosmologique est de 8 515 ± 14 km/s, ce qui correspond à une distance de Hubble de 125,6 ± 8,8 Mpc (∼410 millions d'al).
À ce jour, quatre mesures non basées sur le décalage vers le rouge (redshift) donnent une distance de 261,750 ± 186,393 Mpc (∼854 millions d'al), ce qui est à l'intérieur des valeurs de la distance de Hubble. Soulignons l'incohérence de ces mesures, deux d'entre elles donnent valeur de 423 Mpc et les deux autres des valeurs de 90 Mpc et 111 Mpc.
Selon la base de données Simbad, NGC 1149 est une galaxie LINER, c'est-à-dire une galaxie dont le noyau présente un spectre d'émission caractérisé par de larges raies d'atomes faiblement ionisés.